# Acer pectinatum
Acer pectinatum — вид квіткових рослин із роду клен (Acer).

## Морфологічна характеристика
Це дерево до 20 метрів у висоту. Кора темно-коричнева, гладка. Гілочки пурпуруваті або пурпурувато-зелені, голі. Листки опадні: листкові ніжки пурпурувато-червоні, 2–7 см завдовжки, в молодості голі чи густо-рудувато запушені; листова пластинка зверху темно-зелена й гола, знизу блідо-зелена й запушена, особливо на жилках, або густо рудо запушена на жилках у молодості, субкругла, 7–10 × 6–8 см, 3- або 5-лопатева; середня частка яйцеподібна, верхівка хвостато-загострена, загострення ≈ 1 см; бічні частки трикутні, край пилчастий, верхівка хвостато-загострена або тупа. Кінцеве суцвіття на листових гілочках, що з'являються після того, як листя розвивається, китицеподібне, 6–8 см, з 10–40 квітками. Тичинкові квітки: чашолистків 5, пурпурувато-зелені, довгасті, ≈ 5 мм, голі, верхівка тупа; пелюсток 5, обернено-яйцюватих, верхівка тупа; тичинок 8, ≈ 2 мм, голі. Плоди жовтуваті; горішки плоскі, ≈ 7 × 4 мм; крила серпоподібні з горішком 16–25 × 6–8 мм, крила розправлені тупо до майже горизонтально. Період цвітіння: квітень; період плодоношення: вересень.

## Поширення й екологія
Ареал: Бутан, Китай (Сичуань, Тибет, Юньнань), пн. Індія, М'янма, Непал. Росте на висотах від 2300 до 3700 метрів. Вид зростає у змішаних лісах.

## Використання
Використовується деревина і листя цієї породи.